# Konstantin Youdine
Pour les articles homonymes, voir Youdine.
Konstantin Konstantinovitch Youdine (en russe : Константи́н Константи́нович Ю́дин), né à Semionovskoïe dans le gouvernement de Moscou (Empire russe) le 8 janvier 1896 et mort dans cette ville le 30 mars 1957, est un réalisateur soviétique.
Il a reçu le prix Staline de 2e classe en 1951 et le titre d'Artiste émérite de la RSFSR en 1954.

## Biographie
Né dans le village Semionovskoïe, Konstantin Youdine déménage en 1917 à Piatigorsk où il travaille comme cavalier professionnel. Au début de la guerre civile russe, il s'engage dans la cavalerie de l'Armée rouge comme volontaire et participe aux opérations militaires dans la Ciscaucasie. Démobilisé en 1920, il s'installe à Moscou. En 1923-1926, il travaille pour l'agence Soiouzpetchat qui détient le monopole de la distribution de presse en Union soviétique, puis pour les studios cinématographiques Gosvoenkino et Sovkomkino qui réalisent les films de propagande.
En 1932, il sort diplômé de l'Institut national de la cinématographie. Jusqu'en 1939, il est second réalisateur sur les films de Boris Yurtsev, Igor Ilinski et Grigori Alexandrov. Son premier long métrage est une comédie La Fille avec du caractère (1939).
Il est récompensé par un prix Staline pour son film d'aventure Les Audacieux qui met en scène de nombreuses scènes équestres. 

## Filmographie partielle

### Au cinéma
- 1935 : Ballon et Cœur (ru) (Мяч и сердце)
- 1939 : La Fille avec du caractère (Девушка с характером)
- 1941 : Quatre cœurs (Сердца четырех)
- 1942 : Antocha Rybkine (ru) (Антоша Рыбкин)
- 1945 : Les Jumeaux (Близнецы)
- 1950 : Les Audacieux (Смелые люди)
- 1953 : Absence de loi (Беззаконие) - également scénariste
- 1953 : La Frontière dans la montagne (Застава в горах)
- 1954 : Allumette suédoise (Шведская спичка)
- 1956 : Sur les planches de la scène (На подмостках сцены)
- 1957 : Le Lutteur et le Clown (Борец и клоун)